# 3e cérémonie des New York Film Critics Online Awards
La 3e cérémonie des New York Film Critics Online Awards, décernés par la New York Film Critics Online, a eu lieu le 15 décembre 2003, et a récompensé les films réalisés dans l'année.

## Palmarès

### Top 10
1. Lost in Translation
2. American Splendor
3. In America
4. 21 Grammes (21 Grams)
5. A Mighty Wind
6. Retour à Cold Mountain (Cold Mountain)
7. La Jeune fille à la perle (Girl with a Pearl Earring)
8. Lawless Heart (en)
9. Les invasions barbares
10. The Station Agent

### Catégories
- Meilleur film :
  - Lost in Translation
- Meilleur réalisateur :
  - Sofia Coppola pour Lost in Translation
- Meilleur acteur :
  - Bill Murray pour le rôle de Bob Harris dans Lost in Translation
- Meilleure actrice :
  - Charlize Theron pour le rôle d'Aileen Wuornos dans Monster
- Meilleur acteur dans un second rôle :
  - Alec Baldwin pour le rôle de Shelly Kaplow dans Lady Chance (The Cooler)
- Meilleure actrice dans un second rôle :
  - Scarlett Johansson pour le rôle de Charlotte dans Lost in Translation
- Meilleur scénario :
  - In America – Jim Sheridan, Naomi Sheridan et Kirsten Sheridan
- Meilleure photographie :
  - La Jeune fille à la perle (Girl with a Pearl Earring) – Eduardo Serra
- Meilleur film en langue étrangère :
  - Demonlover •  France
- Meilleur film d'animation :
  - Le Monde de Nemo (Finding Nemo)
- Meilleur film documentaire :
  - Le Peuple migrateur